# Polska Wojskowa Organizacja Rewolucyjna
Polska Wojskowa Organizacja Rewolucyjna (PWOR) – lewicowa organizacja zbrojna powstała w pow. miechowskim w wyniku porozumienia lokalnych działaczy komunistycznych, socjalistycznych, ludowych. Działała od roku 1939 do roku 1943, gdy została rozbita przez prowokacje Gestapo. Członkowie organizacji, którzy ocaleli, przystąpili do Polskiej Partii Robotniczej.

## Przywódcy
- komuniści: F. Dejworek, M. Nowak
- socjaliści: S. Wyczółkowski
- ludowcy: Z. Kulesza
- d-ca wojskowy: S. Borzęcki ps. „Tatar”